# Long Day's Journey Into Night
 Long Day's Journey Into Night és una pel·lícula estatunidenca dirigida per Sidney Lumet, estrenada el 1962.
Aquesta pel·lícula és basada en l'obra autobiogràfica d'Eugene O'Neill. Escrita el 1941, la peça no va ser interpretada per primera vegada fins al 1956, tres anys després de la mort d'O'Neill.

## Argument
L'acció té lloc durant una jornada del mes d'agost de 1912 a la casa d'estiu de James Tyrone, un actor de teatre envellit i prou còmode financerament. Cada membre de la família Tyrone és en una situació difícil: James accepta malament veure declinar la seva carrera. La seva esposa, Mary, és una morfinòmana que surt d'una cura de desintoxicació. El seu primer fill, James Jr, és també un actor que no arriba a construir una carrera. Edmund, el segon fill, és un mariner que pateix potser de tuberculosi.

## Repartiment
- Katharine Hepburn: Mary Tyrone
- Ralph Richardson: James Tyrone
- Jason Robards: James 'Jamie' Tyrone Jr.
- Dean Stockwell: Edmund Tyrone
- Jeanne Barr: Cathleen

## Premis
- Premi d'interpretació col·lectiva al Festival de Cannes per Dean Stockwell, Jason Robards, Ralph Richardson i Katharine Hepburn